# Хуаншань (кладбище)
Хуаншань (кит. 哈尔滨皇山俄侨墓地) — мемориальное кладбище в пригороде города Харбина, устроенное в 1959 году в связи с переносом нескольких некрополей, оказавшихся в центре города. На православном участке захоронены известные писатели, художники, скульпторы, архитекторы и религиозные деятели русского Харбина.

## История
Некрополь Хуаншань был устроен в 1959 году в связи с выводом из центральной части города Старого православного кладбища и ряда других некрополей. На православном участке в Хуаншань была построена часовня в честь святого Иоанна Предтечи и перенесено более 1200 захоронений (на иудейский участок перенесены 735 еврейских могил).
Русский клуб Харбина проводит работу по составлению электронной карты погребённых (обработаны данные по 580 могилам).
На кладбище перенесены также 101 могила советских солдат, участников войны с Японией 1945 года.